# Данвуди (Џорџија)
Данвуди (Џорџија) (енгл. Dunwoody) град је у америчкој савезној држави Џорџија. По попису становништва из 2010. у њему је живело 46.267 становника.

## Демографија
Према попису становништва из 2010. у граду је живело 46.267 становника, што је 13.459 (41,0%) становника више него 2000. године.
| Група             | 2000.          | 2010.          |
| Белци             | 26.833 (81,8%) | 29.667 (64,1%) |
| Афроамериканци    | 1.452 (4,4%)   | 5.851 (12,6%)  |
| Азијати           | 2.552 (7,8%)   | 5.153 (11,1%)  |
| Хиспаноамериканци | 1.514 (4,6%)   | 4.755 (10,3%)  |
| Укупно            | 32.808         | 46.267         |